# Jimmy Chamberlin
Jimmy Chamberlin (Joliet, Estados Unidos, 10 de junio de 1964) es un baterista, compositor y productor estadounidense. Es conocido principalmente por ser el batería de la banda de rock alternativo The Smashing Pumpkins. Después de un incidente en 1996 relacionado con el consumo de drogas en el que falleció el teclista Jonathan Melvoin, la banda despidió a Chamberlin y se unió a The Last Hard Men, para volver a The Smashing Pumpkins a finales de 1998. Después de la separación de la banda en 2000, Chamberlin se juntó con el líder de la banda Billy Corgan en el supergrupo Zwan además de formar su propio grupo, Jimmy Chamberlin Complex. En 2005, Chamberlin volvió a montar Smashing Pumpkins junto a Corgan; volvió a abandonar la banda en marzo de 2009. En 2018 vuelve a reagruparse Smashing Pumpkins, con Jimmy Chamberlin en batería.
Chamberlin, formado inicialmente como batería de jazz, cita a músicos de este género como Benny Goodman, Duke Ellington, Gene Krupa y Buddy Rich, además de baterías de rock como Keith Moon, Ian Paice y John Bonham como grandes influencias en su estilo y técnica. Mientras se le conoce como "uno de los baterías más poderosos del rock", primordialmente se esfuerza en tocar y comunicar de forma emotiva. En 2008, Gigwise nombró a Chamberlin el quinto mejor batería de todos los tiempos.

## Biografía

### Juventud
James Joseph Chamberlin nació en Illinois, en una familia de seis hermanos. Su padre y su hermano mayor Paul actuaban en bandas de jazz, tocando clarinete y batería respectivamente; su hermano Paul sigue siendo un batería de rock en activo en una banda local que se dedica a hacer versiones.
Los comienzos de Chamberlin están ligados al jazz bajo la supervisión del futuro batería de Yanni, Charlie Adams, aunque también recibió clases de otros profesores y aprendió técnicas de música brasileña, latina y de big band.
Chamberlin se marchó de casa a los 15 años de edad y se unió a varias bandas locales. A pesar de que su precoz carrera musical era rentable, su padre insistió en que asistiera a la Universidad, por lo que pasó un año en la Universidad del Norte de Illinois. En 1994, Chamberlin reveló que había estado separado de su padre desde hacía siete años. Después de tres años con la banda JP and the Cats, cansado por la gran cantidad de conciertos, abandonó y comenzó a trabajar con su cuñado como carpintero. Al poco tiempo, se unió a The Smashing Pumpkins.

### The Smashing Pumpkins
The Smashing Pumpkins buscaban un batería para tocar como teloneros en el Cabaret Metro, un club de Chicago. Chamberlin y Billy Corgan se conocieron a través de un amigo en común, y Chamberlin expresó poco interés, después remarcando:

Así que salí para ver a la banda —Billy, James y D'arcy— tocando en el Avalon con una caja de ritmos. Macho, ¡sonaban horrible! Eran espantosos. Pero lo que noté era que no solo la estructura de las canciones era buena, sino que la voz de Billy tenía mucho empuje, como si estuviese muriéndose por triunfar. Así que acabé conduciendo todos los miércoles desde el trabajo para ensayar con ellos.

Corgan tenía sus propias inquietudes:

Llevaba una camiseta rosa, vaqueros lavados a la piedra, un corte de pelo mullet, y conducía un 280Z, además tenía una batería amarilla. Nos mirábamos los unos a los otros pensando, 'Esto no va a funcionar, este no es el tipo adecuado. [Pero] se había aprendido todas nuestras canciones, como solo Jimmy puede, de cabeza, y, con un solo ensayo, estábamos listos para tocar. Lo supimos en seguida. Es así de bueno.

A pesar de que Chamberlin ganaba "un montón de dinero" como carpintero, pronto dejó el trabajo y se mudó a Chicago para dedicarse de pleno a la banda. La entrada de Chamberlin enseguida empujó la banda hacia un sonido más intenso y potente. Los primeros dos álbumes de Smashing Pumpkins, Gish y Siamese Dream, están casi completamente ejecutados por Corgan y Chamberlin.
Durante este periodo fue cuando Chamberlin se hizo adicto a la heroína. Durante la grabación de Siamese Dream en 1993 en Marietta, Georgia, Chamberlin a menudo desaparecía días enteros mientras el resto de la banda temía por su vida. Después comentó hablando de su adicción a las drogas: "Es de libro [...] Tipo entra en una banda de rock, se cree el centro, comienza a pensar que es indestructible, y de repente se autodestruye".

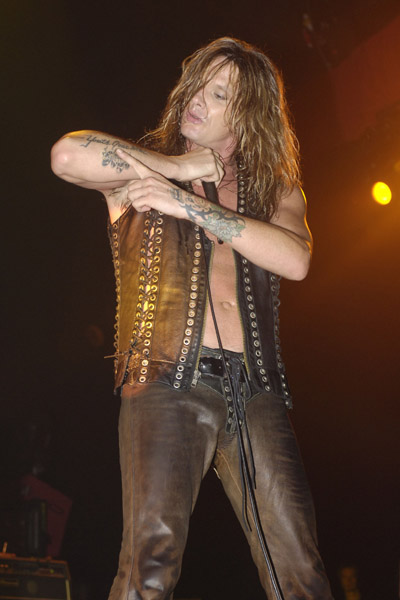
A finales de 1996, se unió a la banda The Last Hard Men, liderada por el excantante de Skid Row, Sebastian Bach (foto).

En mitad de la gira mundial de apoyo del álbum multiplatino de 1995 Mellon Collie and the Infinite Sadness, falleció su padre, por lo que su adicción a la heroína llegó a su punto más álgido. Sobre esta época, Chamberlin ha dicho: "Aprendí que escapar era mejor que emocionarse, y ahí me escondí... Llegó al punto en que realmente no me importaba. La vida me asustaba". Antes de unos conciertos previstos en el Madison Square Garden de Nueva York, Chamberlin y el teclista de la gira Jonathan Melvoin tuvieron una sobredosis; Melvoin falleció, y a Chamberlin le despidieron de la banda, aparentemente por su propia salud. La gira continuó con una lista de baterías suplentes, entre ellos Kenny Aronoff y Matt Walker, mientras que los teclados fueron cubiertos por Dennis Flemion.
Se le acusó de posesión de drogas, aunque evitó la cárcel declarándose culpable de un cargo de desorden público y volviendo a rehabilitación. A finales de 1996, se unió a la banda The Last Hard Men, liderada por el excantante de Skid Row, Sebastian Bach. Grabaron su primer y único álbum entre 1996 y 1997, aunque no llegó a editarse hasta 2001.
En octubre de 1998, Corgan convocó una reunión de la banda con Chamberlin, después de la cual volvió a ser el batería de la banda, a pesar de que en la misma reunión llegaron al acuerdo de que se separarían después de un disco más y su consiguiente gira. La banda finalmente lanzó dos álbumes en 2000, Machina/The Machines of God y Machina II/The Friends & Enemies of Modern Music, este último de libre distribución, antes de tocar un concierto de despedida en Chicago el 2 de diciembre de ese mismo año.

### Después de Pumpkins 2000-2005
Chamberlin pasó a formar Zwan en 2001 junto a Corgan. A pesar de que Chamberlin predijo que "la banda sería enorme", Zwan solo produjo un álbum, Mary Star of the Sea, antes de separarse en 2003. Chamberlin formó un nuevo proyecto, Jimmy Chamberlin Complex, en 2004, y lanzó su álbum debut, Life Begins Again, en 2005. Chamberlin afirmó que, con Jimmy Chamberlin Complex, "solo quería hacer música y no sentirme obligado a hacer un álbum de Zwan o Pumpkins".

### Regreso de The Smashing Pumpkins
Billy Corgan anunció durante una actuación en solitario en abril de 2004 que Chamberlin y él tenían intención de volver a trabajar juntos en el futuro. Después de colaborar en Life Begins Again, Corgan anunció sus planes de "renovar y revivir" a The Smashing Pumpkins con la colocación de un anuncio a página completa en el periódico de su ciudad natal, el Chicago Tribune, el 21 de junio de 2005. Chamberlin contactó con Corgan para aceptar la oferta, y el 2 de febrero de 2006, MTV.com reveló que Corgan y él habían firmado con la empresa de dirección Front Line Management, y un portavoz confirmó que lo habían hecho bajo el nombre de "Smashing Pumpkins".
Chamberlin y Corgan, sin ninguno de los miembros anteriores, decidieron grabar un álbum solos. El 20 de abril de 2006 anunciaron oficialmente en su sitio web oficial que "The Smashing Pumpkins están actualmente componiendo canciones para su próximo álbum, el primero desde el año 2000". Hicieron su primer concierto el 22 de mayo de 2007 en el Grand Rex de París con tres miembros nuevos, Jeff Schroeder (guitarra), Ginger Reyes (bajo) y Lisa Harriton (teclados). El 10 de junio sacaron su nuevo disco, Zeitgeist.
El 20 de marzo de 2009 se anunció a través de la página web de la banda que Chamberlin abandonaba nuevamente la agrupación. Chamberlin luego comentó, "Sentía que ya no podía darle a la música lo que se merecía... y tengo un gran respeto por esa música. Sentí como si hubiesen cosas dentro de mí que necesitaba explorar, como individuo, como padre, como marido, y como músico, y pensé que ser (solo) un batería no era lo que necesitaba en ese momento. Sigo siendo amigo de Billy. Todavía nos queremos, y así tiene más poder para Pumpkins- creo que [él] merece seguir con el nombre. El tipo es un gran compositor, y hará un gran disco". Corgan, sin embargo, insinuó que había despedido a Chamberlin porque era "un ser humano destructivo".

### Después de Pumpkins
El 3 de diciembre de 2009, Chamberlin formó su nueva banda llamada This junto al multiinstrumentista Mike Reina y el guitarrista Anthony Pirog. Describió la música como "progresiva, pop sinfónico" y comenzó a grabar con el productor Roy Thomas Baker en Washington D. C. a comienzos de 2010.

## Estilo musical e influencias

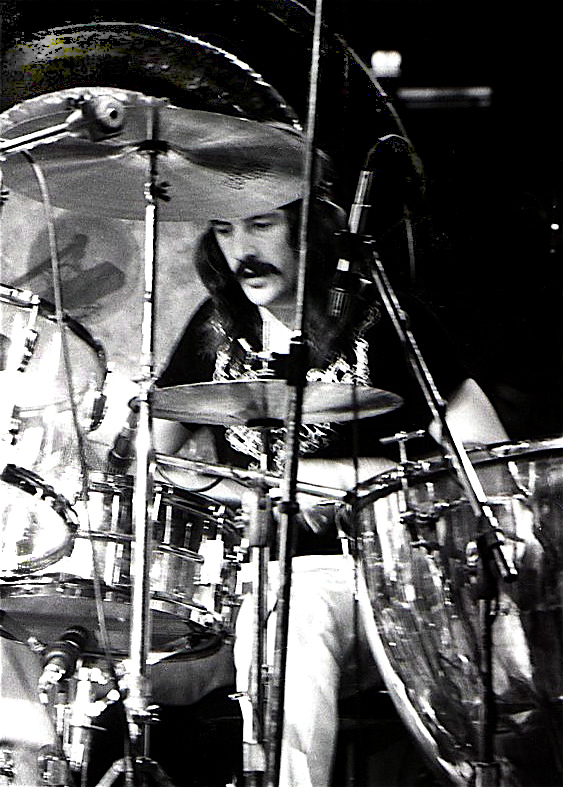
Además de los músicos de jazz, John Bonham fue una de las influencias de Jimmy Chamberlin.

Chamberlin proviene del mundo del jazz y menciona a los músicos Benny Goodman, Duke Ellington, Gene Krupa y Buddy Rich como influencias. También se le ha comparado con el batería de jazz Dennis Chambers por sus "rápidas manos, furiosos redobles de caja, y sus chispeantes golpes en las anillas". En general, es de los pocos baterías de hard rock en combinar potencia con florituras de jazz. Cuando se le preguntó sobre sus influencias en 2007, respondió:

Además de los obvios— Keith Moon, John Bonham, Ian Paice— tendré que decir Tony Williams, Elvin Jones, cualquiera de los grandes del jazz— Gene Krupa, esa gente. Pienso, cada vez más, a medida que me hago mayor, que he desarrollado mi propio estilo de rock e inserto más cosas de Elvin Jones y Tony ahora que puedo incorporarlo al rock arena y modernizarlo.

Otros baterías que han influenciado a Chamberlin en la época de la grabación de Zeitgeist incluyen a Bobby Caldwell de Captain Beyond, la banda sonora de Lalo Schifrin para Dirty Harry, Weather Report, y Lenny White de Return to Forever.
Chamberlin prefiere no utilizar Pro Tools ni click tracks (cues de audio utilizados para sincronizar grabaciones de sonido, parecido a un metrónomo digital); sin embargo, utilizó click tracks en la grabación de Siamese Dream porque pensó que la métrica de su anterior álbum Gish es muy poco constante.
Billy Corgan dijo de Chamberlin, "está ahí arriba con Bonham, sabes, ese nivel de batería, capaz de tocar música variada mientras mantiene su estilo. Ese es el sello de un gran batería. Y, ahora mismo, creo, que al peso, es la mejor batería del mundo".

## Equipamiento
Chamberlin actualmente utiliza una batería Yamaha Absolute Hybrid Maple. La batería se compone de caja (Recording Custom de aluminio de 6.5x14), cinco toms (12x14, 8x10, y 9x12, por encima de sus toms base de 16x16 y 16x18), un bombo de 14x22, cuatro platos crash (14", 16", 18", y 19"), un splash de 12", un hi hat de 15", un China de 20", un ride de 22". Los parches que utiliza son Remo Ambassador arenado para la caja, Emperor arenados para la parte superior de los toms y Ambassadors transparentes debajo, y un Powerstoke 3 para el bombo. Utiliza platos Istambul Agop y baquetas Vic Firth Signature de arce.

## Discografía
| The Smashing Pumpkins - 1991: Gish - 1993: Siamese Dream - 1995: Mellon Collie and the Infinite Sadness - 2000: Machina/The Machines of God - 2000: Machina II/The Friends & Enemies of Modern Music - 2007: Zeitgeist - 2014: Monuments to an Elegy - 2018: Shiny and Oh So Bright, Vol. 1 / LP: No Past. No Future. No Sun. - 2020: Cyr | Otros proyectos - 1998: The Last Hard Men (The Last Hard Men) (lanzamiento limitado 1998, reedición 2001) - 2003: Mary Star of the Sea (Zwan) - 2005: Life Begins Again (Jimmy Chamberlin Complex) Otras apariciones - 1994: She Knows Everything (remix) (Medicine) - 1997: Starjob (The Frogs) - 2005: TheFutureEmbrace (Billy Corgan) (aparece en "DIA") - 2006: Gone (Bill Madden) (aparece en "Gone") - 2010: Not From Here (Gannin Arnold) (aparece en "Not From Here" y "Get On with It") |